# Francisco Vidal
Francisco Javier Vidal Salinas (Santiago del Cile, 20 settembre 1953) è un politico cileno, appartenente al Partito per la Democrazia, nonché un professore di storia e di geografia, ministro nei governi di Ricardo Lagos e Michelle Bachelet.

## Biografia
Nel 1974 inizia ad insegnare all'Università di Santiago del Cile e in alcune scuole superiori della città. Contemporaneamente comincia la sua militanza politica aderendo al Partito Nazionale Cileno, un partito politico di destra. Durante il governo di Salvador Allende Vidal partecipò attivamente in proteste ed organizzazioni contro le formazioni paramilitari del Partito Socialista Cileno e del Partito Comunista del Cile. Durante il governo militare di Augusto Pinochet e continuando ad esercitare la funzione di insegnante universitario Francisco Vidal cambia radicalmente militanza politica avvicinandosi al Partito Socialista Cileno, in particolare all'area più liberale.
Assieme a queste correnti nel 1987 partecipa alla fondazione del Partito per la Democrazia e con il ritorno alla democrazia Vidal diventa sostenitore della Concertación de Partidos por la Democracia e nel 2003 ministro-portavoce del governo di Lagos e nel 2005 è stato nominato ministro dell'Interno. Con il governo di Michelle Bachelet è stato nuovamente nominato portavoce del governo e il 12 marzo 2009 con il rimpasto di governo è diventato ministro della difesa del Governo Bachelet II fino al 2010.